# Metamorfne stijene
Metamorfna stijena je stijena koja nastaje kao rezultat transformacije već postojećega tipa stijene, protolita ili edukta, ali u temperaturnim granicama do 180 °C (po nekima 200 °C), što predstavlja gornju granicu dijageneze, do početka anateksisa – parcijalnog taljenja sustava (a ta granica ovisi o sastavu protolita).
Protolit je podvrgnut djelovanju topline i tlaka što uzrokuje duboke fizikalne i/ili kemijske promjene. Protolit može biti sedimentna stijena, magmatska stijena ili čak neka druga metamorfna stijena.
Metamorfne stijene čine velik dio Zemljine kore, a klasificirane su prema strukturi i teksturi te kemijskom i mineralnom sastavu. Nastaju na više načina:
- duboko ispod površine Zemlje pod djelovanjem visokih tlakova i temperatura – dinamotermalnim metamorfizmom
- prodiranjem magme u okolno stijensko tijelo, pri njihovu kontaktu dolazi do prženja – kontaktni metamorfizam
- djelovanjem usmjerenog tlaka koji može biti statički ili dinamički – u slučaju dinamičkog tlaka (naprimjer smicanje dvaju blokova stijena) radi se o kataklastičkom metamorfizmu.

Proučavanjem metamorfnih stijena izloženih na Zemljinoj površini zbog procesa izdizanja i djelovanja erozije dobivaju se vrlo vrijedne informacije o temperaturama i tlakovima koji se javljaju na velikim dubinama unutar Zemljine kore. 
Neki primjeri metamorfnih stijena jesu: gnajs, slejt, mramor te škriljavci.

## Vanjske poveznice
- Ana Maričić: Nastavni i drugi sadržaji – Petrologija s geologijom – 5 Metamorfne stijene, Rudarsko-naftno-geološki fakultet,  Arhivirana inačica izvorne stranice od 16. rujna 2016. (Wayback Machine)
- Materijali – Geologija – 4. Razred (prirodoslovna gimnazija) – Metamorfne stijene, službene stranice Prirodoslovne tehničke škole Split, Arhivirana inačica izvorne stranice od 17. rujna 2016. (Wayback Machine)